# Ґелгудішкяй
Ґелгудішкяй (Gelgudiškiai) — село у Литві, Расейняйський район, Немакщяйське староство. 2001 року у селі проживало 13 людей. Розташоване за 1 км від села Ужкалняй.

## Принагідно
- Gelgudiškiai [Архівовано 13 травня 2016 у Wayback Machine.]

| Литва | Це незавершена стаття з географії Литви. Ви можете допомогти проєкту, виправивши або дописавши її. |